# Araçaí
Araçaí es un municipio brasilero del estado de Minas Gerais. Su población estimada en 2004 era de 2.231 habitantes. Tienen como principales actividades económicas la ganadería lechera y la fabricación de productos textiles. La ciudad inició con el nombre de Araçá, debido al fruto del mismo nombre y que está muy presente en la región, aunque después de conseguirse emancipar de Paraopeba fue nombrada como Araçaí. El municipio fue muy visitado por el poeta minero Guimarães Rosa y por esto forma parte del "Circuito Guimarães Rosa". 